# Sabroskya palpalis
Sabroskya palpalis är en tvåvingeart som beskrevs av Barraclough 1984. Sabroskya palpalis ingår i släktet Sabroskya och familjen kulflugor. Inga underarter finns listade i Catalogue of Life.